# Francesco Primaticcio

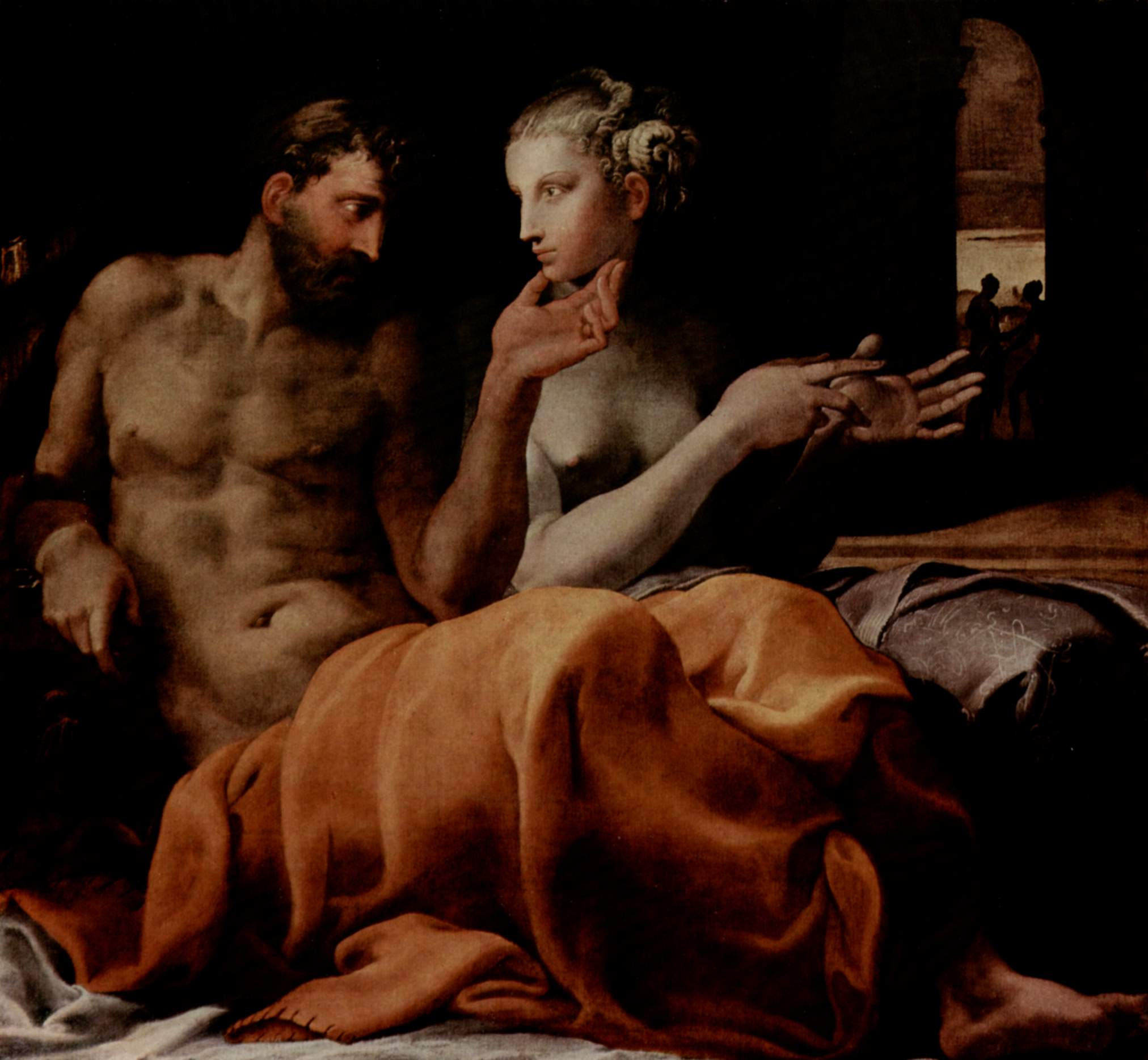
Ulisses i Penèlope.

Francesco Primaticcio (Bolonya, 30 d'abril de 1504 - Fontainebleau, 1570) va ser un pintor, arquitecte i escultor manierista italià, que va passar la major part de la seva carrera a França. Se el va anomenar il Bolonya i també, il Primaticcio.

## Biografia
Nascut a Bolonya, es va formar amb Giulio Romano a Màntua i es va convertir en alumne d'Innocenzo da Imola, executant les decoracions del Palazzo Te abans de procurar-se un lloc a la cort de Francesc I de França el 1532. Junt al fort classicisme de Giulio Romano, va tenir una forta influència sobre seu les obres juvenils de Parmigianino, amb la seva mòrbida i refinada elegància.
Junt a Rosso Fiorentino va ser un dels artistes que va liderar l'obra del Palau de Fontainebleau (a on ell es troba dins del grup anomenat Primera Escola de Fontainebleau) passant allà gran part de la seva vida. A la mort de Rosso el 1540, Primaticcio va assumir el control de la direcció artística de Fontainebleau, proveint als pintors i estucadors del seu equip com Nicolo dell 'Abate de dibuixos. Va realitzar cartrons per a tapissos i, com tots els artistes cortesans del segle xvi, va realitzar les efímeres decoracions per a les mascarades i festes, dels quals solament es conserven els dibuixos preparatoris i, de vegades, gravats. Francesc I confiava en el seu criteri i ho va enviar de tornada a Itàlia per realitzar compres el 1540 i de nou el 1545. A Roma, part de l'encàrrec de Primaticcio va ser treure motlles de les millors escultures romanes en la col·lecció papal, algunes d'elles en bronze, per decorar els parterres de Fontainebleau.
Primaticcio va conservar el càrrec de pintor de la cort amb els hereus de Francesc I, Enric II i Francesc II. Les seves obres mestres, la Sala d'Hèrcules a Fontainebleau, els van ocupar, a ell i el seu equip des dels anys 1530 a 1559.
Les populoses composicions manieristes de Primaticcio i el seu cànon de bellesa, de cames allargades, va influir l'art francès durant la resta de segle.
Primaticcio es va dedicar a l'arquitectura al final de la seva vida. La seva més gran obra és la Capella Valois a la Basílica de Saint-Denis, encara que no es va completar fins després de la seva mort i va ser destruïda el 1719.

## Obres

El Rapte d'Helena.

Els frescs i bona part dels estucs realitzats per Primaticcio a Fontainebleau, s'han destruït, fets malbé de forma irremeiable i desfigurats per diverses restauracions.
Entre les obres perdudes, sobresurt una sèrie de murals del castell de Fontainebleau, sobre "La Guerra de Troia ", realitzada segons dissenys del mestre per Niccolò dell' Abbate. Van ésser destruïts cap a 1738, però si més no subsisteix una sèrie de realitzats per Theodor van Thulden un segle abans de la seva destrucció.
Se li atribueixen el pavelló de Pomona, a la Galería d'Ulisses, així com treballs a la Galería d'Enric II i a la capella dels Guisa.
Entre les seves obres figuratives pot citar-se 'El Rapte d'Helena i Ulisses i Penèlope, datats en el segon dels dos viatges a Itàlia de l'artista (1563).